# Мирцхулава, Иван Бакуриевич
Иван Бакуриевич Мирцхулава (1878 год, село Гумиста, Сухумский округ, Кутаисская губерния, Российская империя — неизвестно, село Гумиста, Сухумский район, Абхазская АССР, Грузинская ССР) — звеньевой колхоза имени Руставели Сухумского района, Абхазская АССР, Грузинская ССР. Герой Социалистического Труда (1949).
Первый из десяти Героев Социалистического Труда колхоза имени Руставели Сухумского района и один из старейших Героев Социалистического Труда Абхазии наряду с Вартаном Аршбой (род. 1877) и Сиварной Аршбой (род. 1877).

## Биография
Родился в 1878 году в крестьянской семье в селе Гумиста Сухумского округа.
С раннего возраста трудился в сельском хозяйстве. Во время коллективизации вступил в местный колхоз имени Руставели Сухумского района. В послевоенное время возглавлял звено виноградарей в этом же колхозе.
В 1948 году звено, состоящее из членов его семьи, собрало в среднем с каждого гектара по 105,3 центнера винограда с площади в 3 гектара. Указом Президиума Верховного Совета СССР от 9 августа 1949 года удостоен звания Героя Социалистического Труда за «получение высоких урожаев винограда в 1948 году» с вручением ордена Ленина и золотой медали «Серп и Молот» (№ 4426).
В последующие годы звено под его руководством показывало высокие трудовые результаты в виноградарстве. В 1949 году было собрано по 146 центнеров с каждого гектара и в 1951 году — по 102 центнера с гектара. За эти выдающиеся достижения был награждён двумя орденами Ленина.
После выхода на пенсию проживал в родном селе Гумиста Сухумского района. Дата смерти не установлена.
Награды
- Герой Социалистического Труда
- Орден Ленина — трижды (1949; 05.09.1950; 05.07.1951)